# Mødet i Singapore 2018
Mødet i Singapore 2018 var det første topmøde mellem en siddende amerikansk præsident og en leder af Nordkorea. Det fandt sted den 12. juni 2018 på Capella Hotel i Singapore.
De Hvide Hus bekræftede det planlagte møde mellem præsident Donald Trump og Nordkoreas leder Kim Jong-un den 8. marts 2018. Det Hvide Hus pressekretær Sarah Huckabee Sanders udtalte at "I mellemtiden må alle sanktioner og det maksimale pres fortsætte".
Ifølge premierminister Lee Hsien Loong kostede topmødet 15 millioner dollar, hvoraf halvdelen gik til sikkerhedsforanstaltninger.

## Mødested

### Baggrund
Den 31. marts og formodentlig den 1. april havde CIAs direktør Mike Pompeo i hemmelighed mødt Kim i Pyongyang for at lægge grundlagdet for topmødet, herunder en diskussion om mulige mødesteder.

### Meddelelse om at holde mødet i Singapore
CNN rapporterade den 9. maj, at Singapore skulle være mødested den 12. juni. Trump bekræftede mødestedet den 10. maj og meddelte, at toppmødet skulle finde sted den 12. juni.
Det Hvide Hus meddelte den 4. juni, at mødet skulle begynde klokken 9.00 (Singapore tid) og bekræftede næste dag, at Capella Singapore skulle være mødested for topmødet den 12. juni. USA meddelte, at man ikke ville betale for den deltagende nordkoreanske delegation.
Den 9. juni 2018, ved en pressekonferens på G7-topmødet i Quebec erklrede præsident Trump, at den personlige kemi mellem ham og Kim Jong-un ville være en afgørende faktor for topmødets udfald, og at mødet ville være en engangsmulighed for Nordkorea for at opnå en aftale.

## Mødets deklaration
På mødet blev underskrevet følgende erklæring:

USAs præsident Donald J. Trump og formand for Kim Jong-un fra kommissionen for statslige affærer for Den Demokratiske Folkerepublik Korea (DPRK) afholdt et første historisk topmøde i Singapore den 12. juni 2018.
Præsident Trump og formand Kim Jong-un gennemførte en omfattende, dybtgående og oprigtig udveksling af opfattelser om spørgsmål vedrørende etablering af et nyt forhold mellem USA og Nordkorea og opbygningen af en varig og robust fredelig tilstand på den koreanske halvø. Præsident Trump forpligtede sig til at stille sikkerhedsgarantier til DPRK, og formanden Kim Jong-un bekræftede sit faste og urokkelige engagement om at fuldføre denuklarisering af den koreanske halvø.
Overbevist om, at etableringen af nye forbindelser mellem USA og Nordkorea vil bidrage til fred og velstand på den koreanske halvø og i verden og anerkende, at den gensidige tillidsbygning kan fremme denuklarisering af den koreanske halvø, erklærer præsident Trump og formand for Kim Jong-state det følgende:
1. De Forenede Stater og DPRK forpligter sig til at etablere nye forbindelser mellem USA og Nordkorea i overensstemmelse med de to landes befolkningers ønske om fred og velstand.
2. De Forenede Stater og DPRK vil deltage i bestræbelserne på at opbygge en varig og stabil fredstilstand på den koreanske halvø.
3. Bekræftende Panmunjom-erklæringen af 27. april 2018 forpligter DPRK til at arbejde for fuldstændig denuclerarisering af den koreanske halvø.
4. De Forenede Stater og DPRK forpligter sig til at genfinde POW[13]/MIA[14]-rester, herunder omgående repatriering af de allerede identificerede.

Efter at have erkendt, at topmødet i USA-DRPK - det første i historien - var en epokegørende begivenhed af stor betydning for at overvinde årtier af spændinger og fjendtligheder mellem de to lande og for åbningen af en ny fremtid, forpligtede præsident Trump og formand Kim Jong-un sig til at gennemføre bestemmelserne i denne fælles aftale fuldt ud og hurtigt. De Forenede Stater og DPRK forpligter sig til at holde fortsættelsesforhandlinger ledet af den amerikanske udenrigsminister, Mike Pompeo, og en relevant højtstående DPRK-embedsmand for hurtigst muligt at gennemføre resultaterne af topmødet mellem USA og Nordkorea.
USAs præsident Donald J. Trump og formand for Kim Jong-un fra kommissionen for statslige affærer for Den Demokratiske Folkerepublik Korea har forpligtet sig til at samarbejde om udvikling af nye forbindelser mellem USA og Nordkorea og for fremme af fred, velstand , og sikkerheden på den koreanske halvø og i verden.